# Hideki Noda
Pour l’article homonyme, voir Noda (homonymie).
Hideki Noda (野田 英樹, Noda Hideki) est un pilote automobile japonais né le 7 mars 1969 à Osaka.
 (avril 2023).
Si vous disposez d'ouvrages ou d'articles de référence ou si vous connaissez des sites web de qualité traitant du thème abordé ici, merci de compléter l'article en donnant les références utiles à sa vérifiabilité et en les liant à la section « Notes et références ».

## Biographie

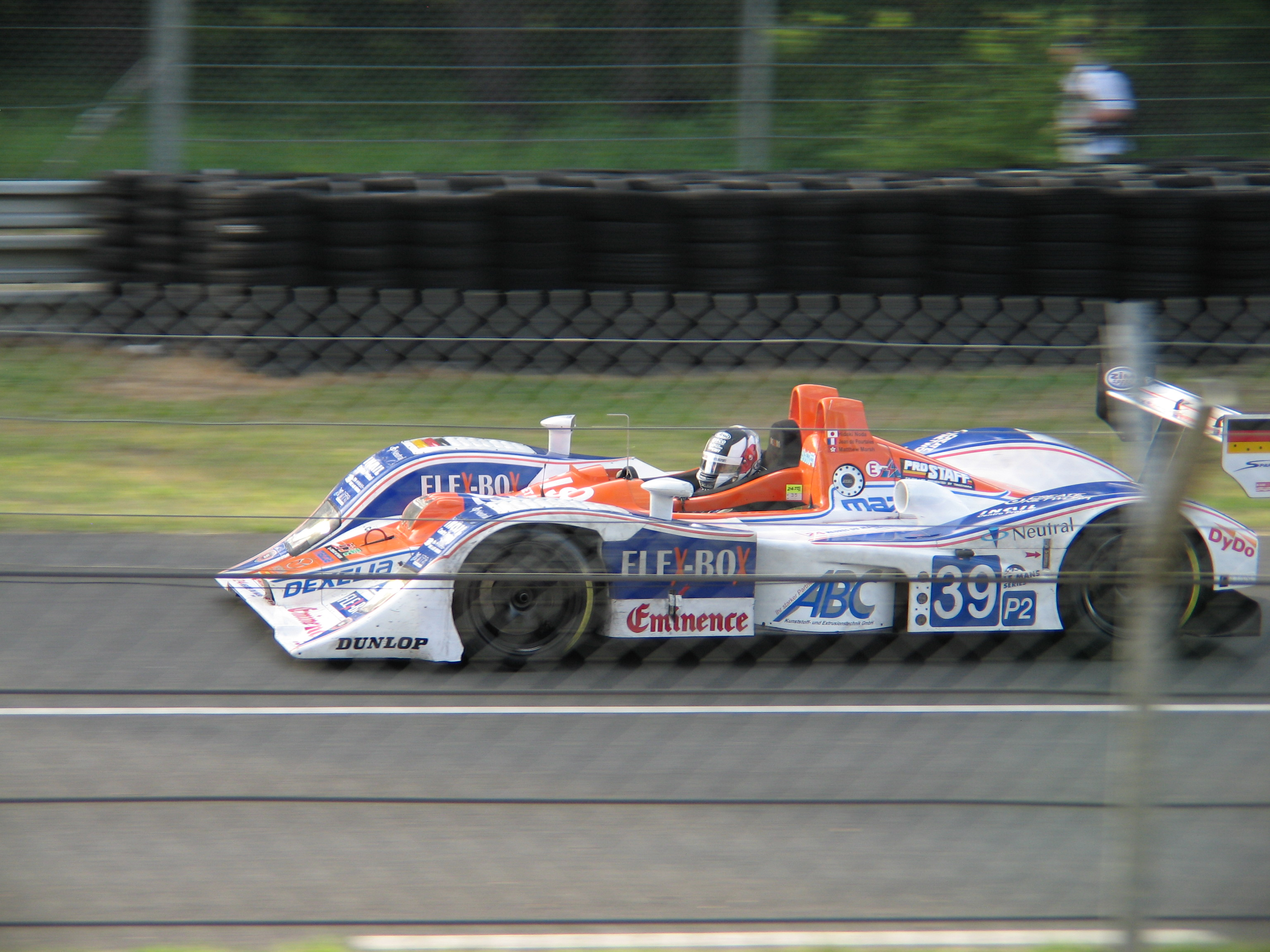
Hideki Noda en 2009 lors des 24 Heures du Mans

Après une carrière en karting où il remporte plusieurs titres, Hideki Noda rejoint la Formule 3 japonaise en 1988, où il marque quelques points. Se tournant vers des championnats européens pour faire décoller sa carrière, il dispute la Formule Vauxhall britannique et la Formule Lotus européenne, remportant une victoire et plusieurs podiums. Ses performances l'amènent en Championnat de Grande-Bretagne de Formule 3. Douzième de sa première saison, il finit septième de la suivante, avec une victoire.
Son passage en Formule 3000 est un coup d'arrêt, car entre 1992 et 1993, il ne marque pas de points. Il dispute également deux courses en Formule 3000 japonaise en 1993, sans plus de succès. 1994 apporte un mieux, il marque 6 points, finissant neuvième du championnat. Grâce à son sponsor personnel, les portes de l'écurie Larrousse, en situation financière précaire, et de la Formule 1 s'ouvrent à lui. Il dispute les trois dernières courses de la saison, soldées par trois abandons. L'écurie déposant le bilan en fin de saison, Hideki Noda trouve refuge chez Simtek, une autre écurie en difficulté à qui il apporte de l'argent ; lorsque son sponsor se retire, Noda est remercié.
Il se tourne vers les États-Unis pour 1996, dans le championnat Indy Lights. En deux ans, il obtient trois podiums et une victoire. Sans volant en CART, il retourne au Japon, en 1998, pour disputer la Formule Nippon jusqu'en 2001. Il monte à plusieurs reprises sur le podium et finit cinquième du championnat en 2000. Il dispute également quelques courses de Super GT, avec une victoire.
Après un passage raté en IndyCar Series en 2002, il retourne en Formule Nippon où il n'inscrit qu'un point en quatre saisons.. Depuis, Hideki Noda a participé à quelques courses en Le Mans Series et en A1 Grand Prix.
Sa fille, Juju Noda, née le 2 février 2006, fait également du sport automobile ; elle  se fait remarquer en battant largement, à onze ans, le record du circuit international d'Okayama en Formule 4.

## Résultats en championnat du monde de Formule 1
| Saison | Écurie               | Châssis | Moteur      | Pneus    | GP disputés | Points inscrits | Classement |
| ------ | -------------------- | ------- | ----------- | -------- | ----------- | --------------- | ---------- |
| 1994   | Tourtel Larrousse F1 | LH94    | Cosworth V8 | Goodyear | 3           | 0               | n.c.       |

| Année | Écurie               | Châssis        | Moteur               | 1   | 2   | 3   | 4   | 5   | 6   | 7   | 8   | 9   | 10  | 11  | 12  | 13  | 14       | 15       | 16       | Classement | Points |
| ----- | -------------------- | -------------- | -------------------- | --- | --- | --- | --- | --- | --- | --- | --- | --- | --- | --- | --- | --- | -------- | -------- | -------- | ---------- | ------ |
| 1994  | Tourtel Larrousse F1 | Larrousse LH94 | Ford-Cosworth HB6 V8 | BRA | PAC | SMR | MON | ESP | CAN | FRA | GBR | GER | HUN | BEL | ITA | POR | EUR Abd. | JPN Abd. | AUS Abd. | NC         | 0      |

## Résultats aux 24 Heures du Mans
| Année | Voiture           | Équipe                    | Équipiers                                      | Résultat |
| ----- | ----------------- | ------------------------- | ---------------------------------------------- | -------- |
| 2008  | Lola B05/40-Mazda | Kruse Schiller Motorsport | Jean de Pourtales (en) / Allan Simonsen        | Abandon  |
| 2009  | Lola B07/40-Mazda | Kruse Schiller Motorsport | Jean de Pourtales (en) / Matthew Marsh         | Abandon  |
| 2010  | Lola B07/40-Judd  | Kruse Schiller Motorsport | Jean de Pourtales (en) / Jonathan Kennard (en) | 26e      |